# Mézel
Ne doit pas être confondu avec Mezel.
Mézel est une commune française, située dans le département des Alpes-de-Haute-Provence en région Provence-Alpes-Côte d'Azur.

## Géographie

### Localisation

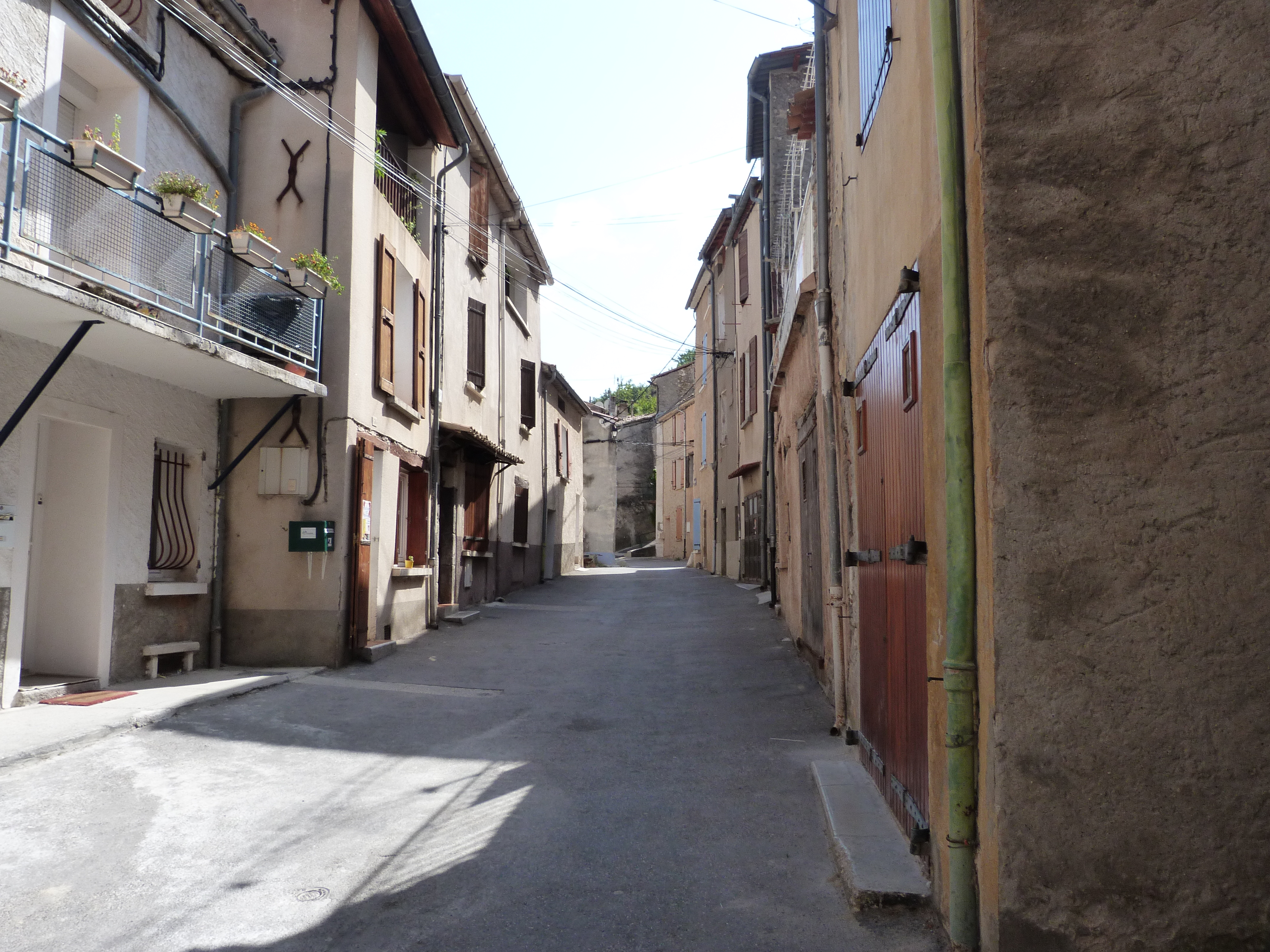
La Grande rue.

Mezel est un village situé à vol d'oiseau situé à 11 km au sud de Digne-les-Bains, 30 km au nord-ouest de Castellane et 56 km de Draguignan, 80 km au nord-est d'Aix-en-Provence et 33 km à l'est de Forcalquier.
Il se trouve dans l'aire d'attraction de Digne-les-Bains, ainsi que dans sa zone d'emploi et dans son bassin de vie

### Communes limitrophes
Les communes limitrophes sont  Beynes, Châteauredon, Estoublon, Le Chaffaut-Saint-Jurson et Saint-Jeannet.

### Géologie et relief
La superficie de la commune est de 21,36 km2 ; son altitude varie de 537  à   971 mètres.
Le village est situé à 575 m d'altitude.
- col d’Asson

### Hydrographie

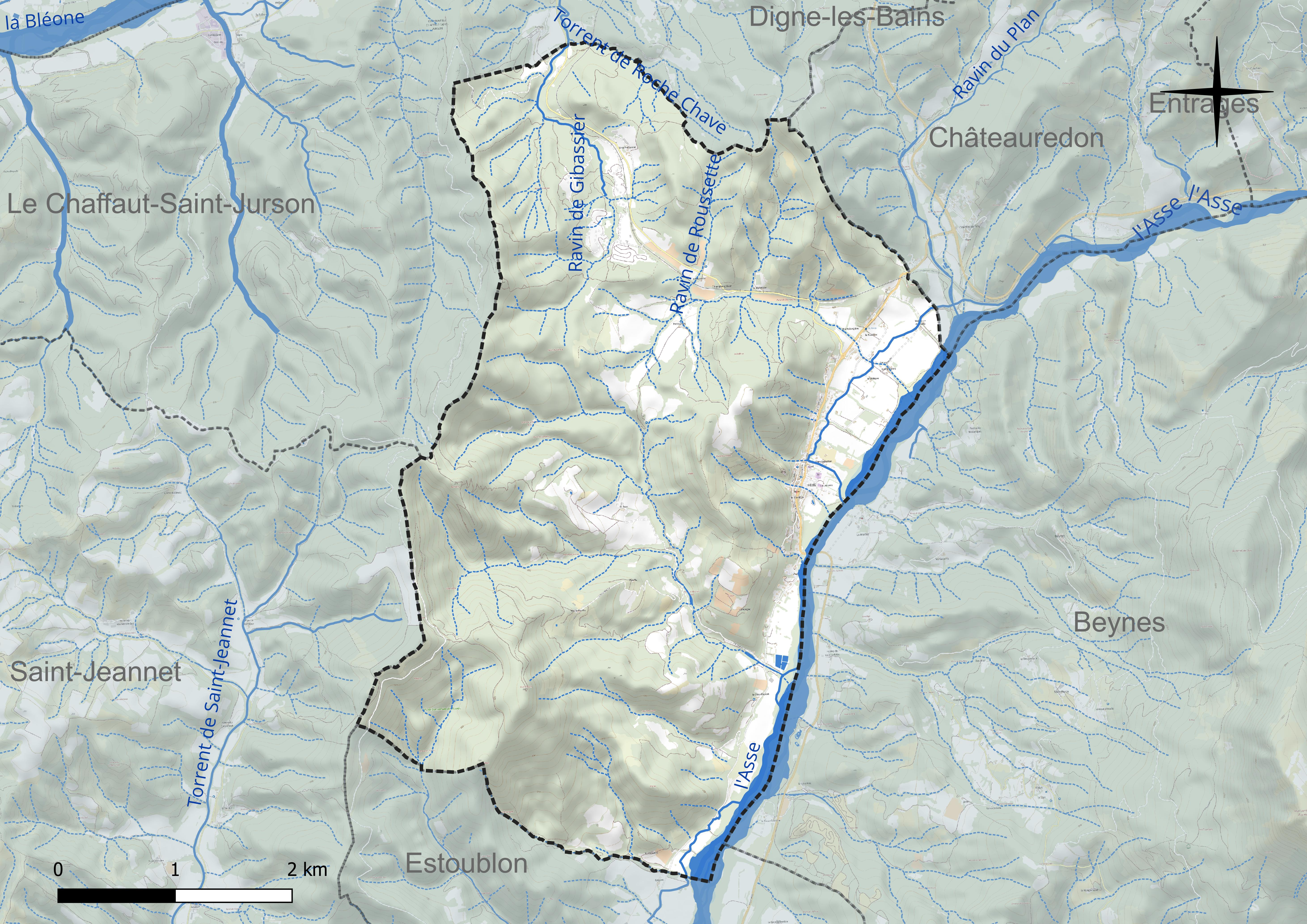
Carte hydrographique de la commune.

Mézel est limité à l'est par l'Asse. C'est un affluent rive gauche de la Durance et donc un sous-affluent du Rhône.

### Climat
Pour des articles plus généraux, voir Climat de Provence-Alpes-Côte d'Azur et Climat des Alpes-de-Haute-Provence.
En 2010, le climat de la commune est de type climat méditerranéen altéré, selon une étude du Centre national de la recherche scientifique s'appuyant sur une série de données couvrant la période 1971-2000. En 2020, Météo-France publie une typologie des climats de la France métropolitaine dans laquelle la commune est exposée à un climat de montagne ou de marges de montagne et est dans la région climatique Alpes du sud, caractérisée par une pluviométrie annuelle de 850 à 1 000 mm, minimale en été.
Pour la période 1971-2000, la température annuelle moyenne est de 11,5 °C, avec une amplitude thermique annuelle de 17,7 °C. Le cumul annuel moyen de précipitations est de 832 mm, avec 6,4 jours de précipitations en janvier et 4,3 jours en juillet. Pour la période 1991-2020, la température moyenne annuelle observée sur la station météorologique de Météo-France la plus proche, « Digne les Bains », sur la commune de Digne-les-Bains à 11 km à vol d'oiseau, est de 12,2 °C et le cumul annuel moyen de précipitations est de 681,2 mm. 
La température maximale relevée sur cette station est de 42,1 °C, atteinte le 28 juin 2019 ; la température minimale est de −17,8 °C, atteinte le 4 février 2012,,.
Les paramètres climatiques de la commune ont été estimés pour le milieu du siècle (2041-2070) selon différents scénarios d'émission de gaz à effet de serre à partir des nouvelles projections climatiques de référence DRIAS-2020. Ils sont consultables sur un site dédié publié par Météo-France en novembre 2022.

### Milieux naturels et biodiversité
La commune compte 402 ha de bois et forêts, soit 19 % de sa superficie.

## Urbanisme

### Typologie
Au 1er janvier 2024, Mézel est catégorisée commune rurale à habitat dispersé, selon la nouvelle grille communale de densité à 7 niveaux définie par l'Insee en 2022.
Elle est située hors unité urbaine. Par ailleurs la commune fait partie de l'aire d'attraction de Digne-les-Bains, dont elle est une commune de la couronne,. Cette aire, qui regroupe 34 communes, est catégorisée dans les aires de moins de 50 000 habitants,.

### Occupation des sols

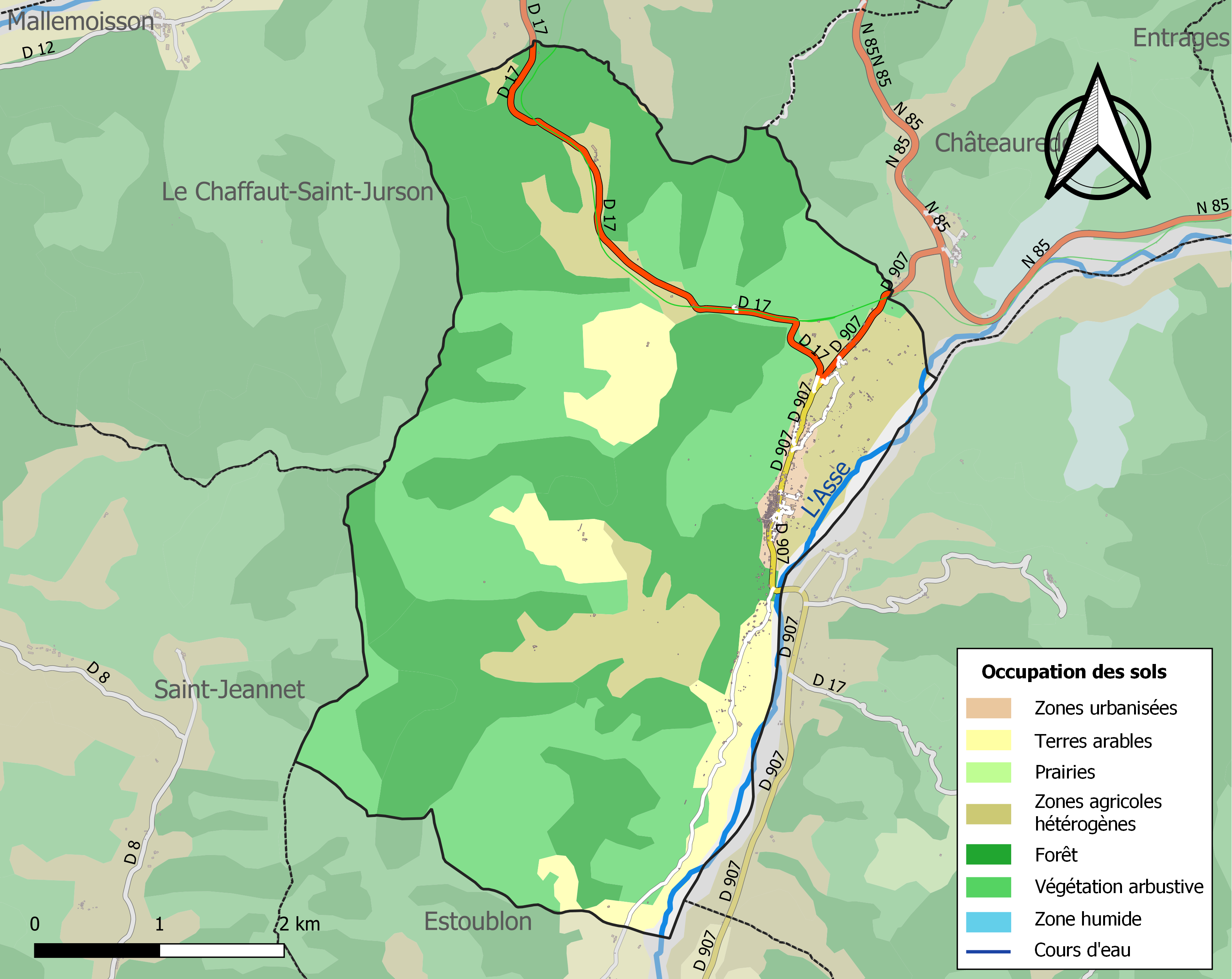
Carte de l'occupation des sols de la commune en 2018 (CLC).

L'occupation des sols de la commune, telle qu'elle ressort de la base de données européenne d’occupation biophysique des sols Corine Land Cover (CLC), est marquée par l'importance des forêts et milieux semi-naturels (76,9 % en 2018), une proportion sensiblement équivalente à celle de 1990 (77 %). La répartition détaillée en 2018 est la suivante : 
forêts (42,5 %), milieux à végétation arbustive et/ou herbacée (33 %), zones agricoles hétérogènes (13,1 %), terres arables (8,8 %), espaces ouverts, sans ou avec peu de végétation (1,5 %), zones urbanisées (1,2 %).
L'évolution de l’occupation des sols de la commune et de ses infrastructures peut être observée sur les différentes représentations cartographiques du territoire : la carte de Cassini (XVIIIe siècle), la carte d'état-major (1820-1866) et les cartes ou photos aériennes de l'IGN pour la période actuelle (1950 à aujourd'hui).

### Habitat et logement
En 2021, le nombre total de logements dans la commune était de 474, alors qu'il était de 492 en 2016 et de 464 en 2011.
Parmi ces logements, 66,3 % étaient des résidences principales, 17 % des résidences secondaires et 16,7 % des logements vacants. Ces logements étaient pour 76,8 % d'entre eux des maisons individuelles et pour 21,8 % des appartements.
Le tableau ci-dessous présente la typologie des logements à Mézel en 2021 en comparaison avec celle des Alpes-de-Haute-Provence et de la France entière. Une caractéristique marquante du parc de logements est ainsi une proportion de résidences secondaires et logements occasionnels (17 %) inférieure à celle du département (30,7 %) mais supérieure à celle de la France entière (9,7 %).
| Typologie                                               | Mézel | Alpes-de-Haute-Provence | France entière |
| ------------------------------------------------------- | ----- | ----------------------- | -------------- |
| Résidences principales (en %)                           | 66,3  | 61                      | 82,2           |
| Résidences secondaires et logements occasionnels (en %) | 17    | 30,7                    | 9,7            |
| Logements vacants (en %)                                | 16,7  | 8,3                     | 8,1            |

### Voies de communication et transports

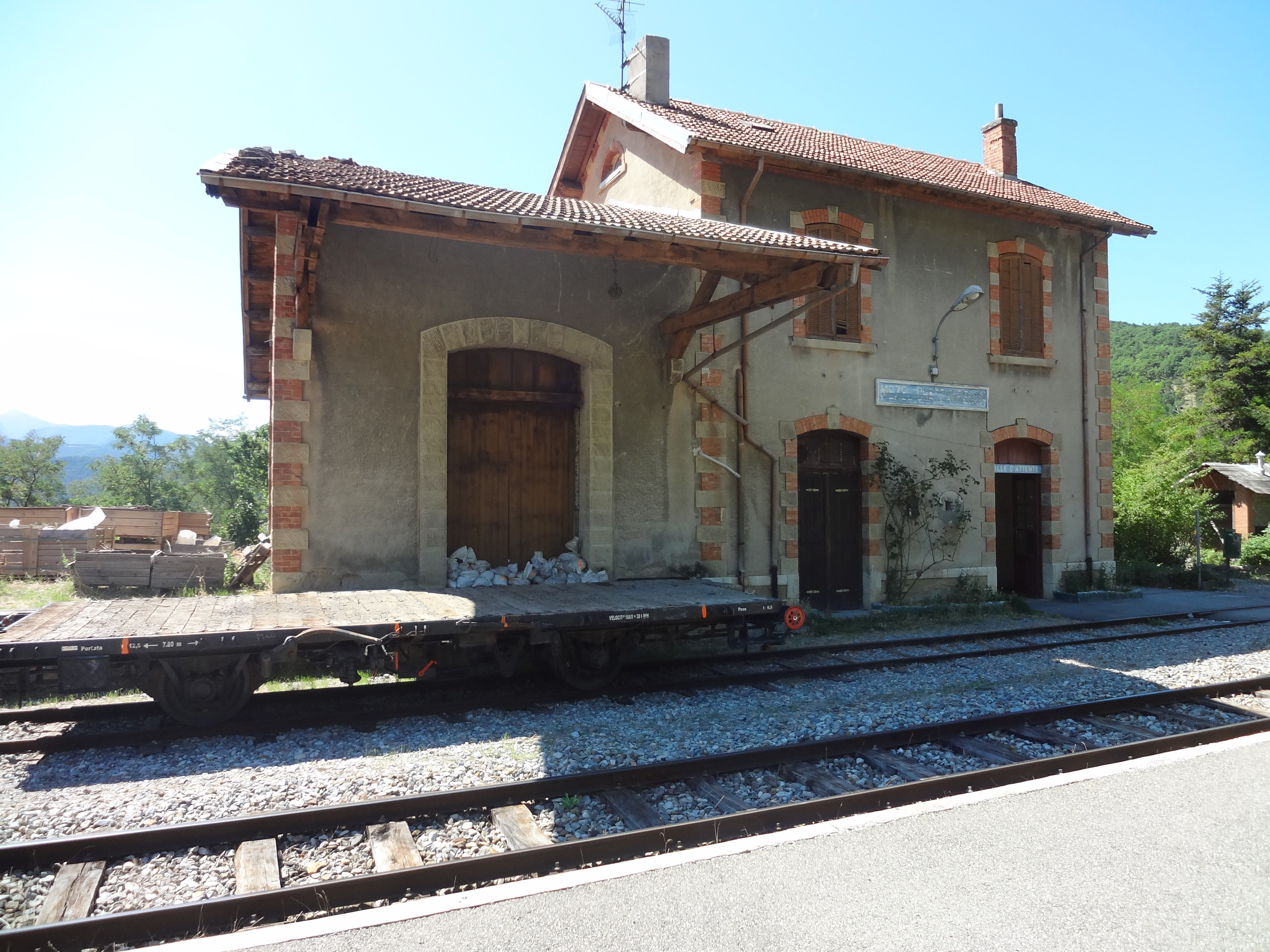
Gare de Mézel.

La commune se situe le long de la route départementale RD 907 (ancienne route nationale 207), entre Manosque et Châteauredon.
Le village est desservi par une ligne du réseau interurbain des Alpes-de-Haute-Provence::
| Ligne | Tracé                              |
| ----- | ---------------------------------- |
| D2    | Riez ↔ Estoublon ↔ Digne-les-Bains |

La commune partage avec Châteauredon la gare de Mézel-Châteauredon, où le train de la ligne de Nice à Digne a un arrêt.
| Ligne | Tracé                                       |
| ----- | ------------------------------------------- |
| CP    | Nice ↔ Mézel-Châteauredon ↔ Digne-les-Bains |

### Risques naturels et technologiques
Aucune des 200 communes du département n'est en zone de risque sismique nul. Le canton de Mézel est en zone 1b (sismicité faible) selon la classification déterministe de 1991, basée sur les séismes historiques, et en zone 3 (risque modéré) selon la classification probabiliste EC8 de 2011. La commune de Mézel est également exposée à trois autres risques naturels :
- feu de forêt ;
- inondation (dans la vallée de l’Asse) ;
- mouvement de terrain : la commune est presque entièrement concernée par un aléa moyen à fort[19].

La commune de Mézel est de plus exposée à un risque d’origine technologique, celui de transport de matières dangereuses par route. La départementale RD907 (ancienne route nationale 207) peut être empruntée par les transports routiers de marchandises dangereuses.
Le plan de prévention des risques naturels prévisibles (PPR) de la commune a été approuvé en 2006 pour les risques d’inondation, de mouvement de terrain et de séisme ; le Dicrim n’existe pas.
La commune a été l’objet de plusieurs arrêtés de catastrophe naturelle : en 1994 se sont produits des inondations, des coulées de boue et des glissements de terrain ; en 1996 ce sont à nouveau des glissements de terrain, des affaissements, des éboulements ; et en 2007, des mouvements de terrain dus à la sécheresse. En décembre 2008, d’importantes chutes de pierres n’occasionnent pas d’arrêté de catastrophe naturelle. Dans la liste qui suit, figurent les tremblements de terre fortement ressentis dans la commune. Ils dépassent une intensité macro-sismique ressentie de V sur l’échelle MSK (dormeurs réveillés, chutes d’objets). Les intensités indiquées sont celles ressenties dans la commune, l’intensité peut être plus forte à l’épicentre :
- le séisme du 9 juin 1863, d’une intensité ressentie à Mézel de VI et dont l’épicentre était situé à Beynes[25] ;
- le séisme du 30 novembre 1951, avec une intensité ressentie de V et Chasteuil pour épicentre[26] ;
- le séisme du 19 juin 1984, avec une intensité ressentie de V et Aiglun pour épicentre[27].

## Toponymie
Mesèu en provençal et en vivaro-alpin.
La localité apparaît pour la première fois dans les textes en 1200 (Mesel) ; son nom serait tiré de l’occitan mezel signifiant lépreux selon Ernest Nègre. Les Fénié donnent une origine ligure à ce nom, formé sur une racine oronymique (de nom de montagne) *mes- + -elum.

## Histoire

### Moyen Âge
Le territoire de Mézel aurait été ravagé par les Saxons au VIe siècle.
Le nom du village est cité pour la première fois au XIIIe siècle (Mesellum). La localité appartenait aux comtes de Provence qui prélevaient un péage sur la route allant de la vallée de l’Asse à Digne. La communauté relevait de la baillie de Digne. Le prieuré Saint-Vincent (dont la chapelle est sous la titulature de Notre-Dame) relevait de l’abbaye de Montmajour, qui en percevait les revenus.
En 1348, la reine Jeanne, chassée de son royaume de Naples, se réfugie en Provence. Pour reconquérir ses États napolitains, elle vend Avignon au pape pour 80 000 florins, et obtient au passage l'absolution pontificale qui la lavait de tout soupçon dans le meurtre de son premier époux André de Hongrie. Reconnaissante, elle offre à Guillaume II Roger, frère du pape, le fief de Valernes, qui est érigé en vicomté par lettres patentes en 1350. La nouvelle vicomté comprend les communautés de Bayons, Vaumeilh, la Motte, Bellaffaire, Gigors, Lauzet, les Mées, Mézel, Entrevennes et le Castellet, avec leurs juridictions et dépendances.
Un pogrom a lieu en 1355 contre la petite communauté juive locale.

### Temps modernes
La ville est ravagée par les Ligueurs durant les guerres de religion. Elle devient ville royale dans la première moitié du XVIIe siècle, et bénéficie d’une foire. Une émeute anti-fiscale a lieu en 1775, et un avocat de Digne est pris à partie. En 1785, une nouvelle émeute a lieu contre le piquet, autre nom de l’octroi, impôt sur les marchandises entrant dans la ville. Plusieurs membres de la municipalité sont d’ailleurs contre ce nouvel impôt, comme le juge Chauvet.

### Révolution française et Empire
La société patriotique de la commune y est créée assez précocement pendant l’été 1792. La chapelle Saint-Sébastien, construite au nord de la commune pour lutter contre la peste de 1624, est vendue comme bien national. Elle est rasée en 1840.

### Époque contemporaine
Au XIXe siècle, la commune produit des prunes séchées, les pistoles ; plusieurs maisons dont le grenier est aménagé en séchoir, avec des murs ajourés. Certains de ces aménagements se voient encore.
Comme de nombreuses communes du département, Mézel se dote d’une école bien avant les lois Jules Ferry : en 1863, elle possède déjà une école qui dispense une instruction primaire aux garçons, au chef-lieu. Aucune instruction n’est donnée aux filles : la loi Falloux (1851) impose pourtant l’ouverture d’une école de filles aux communes de plus de 800 habitants, mais n’est pas appliquée. Quand la première loi Duruy (1867) abaisse ce seuil à 500 habitants, la commune de Mézel ouvre une école de filles.
Le coup d'État du 2 décembre 1851 commis par Louis-Napoléon Bonaparte contre la Deuxième République provoque un soulèvement armé dans les Basses-Alpes, en défense de la Constitution. Après l’échec de l’insurrection, une sévère répression poursuit ceux qui se sont levés pour défendre la République : 18 habitants de Mézel sont traduits devant la commission mixte, la majorité étant condamnés à la déportation en Algérie.

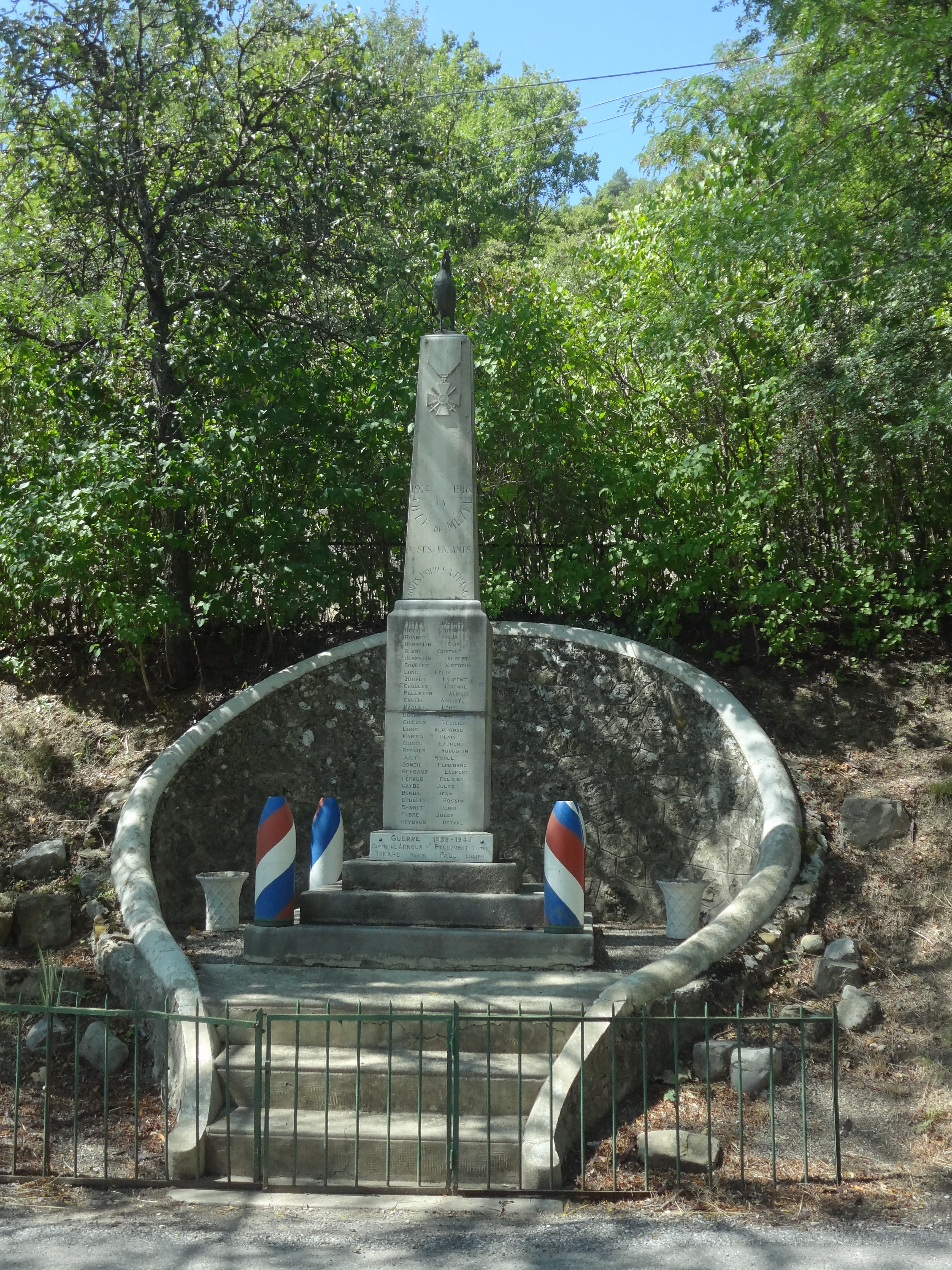
Monument aux morts de la Première Guerre mondiale.

En 1884, la commune est touchée par l'épidémie de choléra : elle cause 9 morts. Le 14 août 1891, le premier train arrive en gare de Mézel-Châteauredon, en provenance de Digne. La gare est alors terminus, jusqu’à ce que la ligne soit prolongée jusqu’à Saint-André-les-Alpes et inaugurée le 15 mai 1892. Le tunnel de la Colle est achevé en 1903, et la totalité de la ligne entre Saint-André et Nice est inaugurée du 5 au 7 août 1911 en présence de Victor Augagneur, ministre des Travaux Publics.
La Libération de Mézel est marquée par le passage d’une colonne de la 36e division d’infanterie (US), le matin du 19 août 1944, venant de Riez et se dirigeant sur Digne.

## Politique et administration

### Rattachements administratifs et électoraux

#### Rattachements administratifs
La commune se trouve dans l'arrondissement de Digne-les-Bains du département des Alpes-de-Haute-Provence.
Elle était depuis 1802 le chef-lieu du canton de Mézel. Dans le cadre du redécoupage cantonal de 2014 en France, cette circonscription administrative territoriale a disparu, et le canton n'est plus qu'une circonscription électorale.

#### Rattachements électoraux
Pour les élections départementales, la commune fait partie depuis 2014 du canton de Riez.
Pour l'élection des députés, elle fait partie de la première circonscription des Alpes-de-Haute-Provence.

### Intercommunalité
Mézel a adhéré en 2006 à la petite communauté de communes des Trois Vallées, un établissement public de coopération intercommunale (EPCI) à fiscalité propre créé fin 2002 et auquel la commune avait transféré un certain nombre de ses compétences, dans les conditions déterminées par le code général des collectivités territoriales.
Conformément aux prescriptions de la loi de réforme des collectivités territoriales du 16 décembre 2010, qui a prévu le renforcement et la simplification des intercommunalités et la constitution de structures intercommunales de grande taille, cette intercommunalité fusionne avec la communauté de communes de l'Asse et de ses Affluents pour former, le 1er janvier 2013, la communauté de communes Asse Bléone Verdon
Une seconde fusion intervient dans le cadre des dispositions de la loi portant nouvelle organisation territoriale de la République du 7 août 2015, qui prévoit que les établissements publics de coopération intercommunale (EPCI) à fiscalité propre doivent avoir un minimum de 15 000 habitants, cette intercommunalité a fusionné avec ses voisines pour former, le 1er janvier 2017, la communauté d'agglomération dénommée Provence-Alpes Agglomération, dont est désormais membre la commune.

### Liste des maires
| Période                                  | Période                        | Identité                     | Étiquette   | Qualité |
| ---------------------------------------- | ------------------------------ | ---------------------------- | ----------- | --- |
| Les données manquantes sont à compléter. |                                |                              |             | |
|                                          |                                |                              |             | |
| 1878 ou avant                            |                                | Jean-Joseph Arnoux           |             | |
|                                          |                                |                              |             | |
| mai 1945                                 |                                | Prosper Guichard             |             | |
| 1947                                     | 1959                           | Adrien Joseph Casimir Renoux | Républicain | Inspecteur des contributions indirectes Médaille militaire, Croix de guerre 1914-1918 |
|                                          |                                |                              |             | |
| avant 1981                               |                                | Robert Fabre                 |             | |
|                                          |                                |                              |             | |
| années 1980                              |                                | Paul Chrétien                | Gaulliste   | Elève-instituteur à l'Ecole normale de Nancy puis fonctionnaire à l'Assemblée nationale Officier Forces Françaises Libres Officier de la Légion d'honneur, Croix de guerre 1939-1945 et Théâtres d'Opérations Extérieures |
| avant 2005                               | mars 2008                      | Robert Granet                | PS          | Agriculteur |
|                                          |                                |                              |             | |
| mars 2008                                | mai 2020                       | Pierre Suzor,                | DVG         | Cadre |
| mai 2020,                                | octobre 2022,                  | Claude Segond                | SE          | Ancien directeur de Pôle Emploi Démissionnaire après la démission d'une partie du conseil municipal |
| décembre 2022                            | En cours (au 30 novembre 2023) | Marie-Rose Couton            |             | Cadre retraitée |

## Équipements et services publics

### Enseignement
En 2010, la commune est dotée d’une école primaire.

### Justice, sécurité, secours et défense
Une brigade de gendarmerie chef-lieu de communauté est implantée à Mézel.

## Population et société
Les habitants sont appelés les Mézeliens.

### Démographie
L'évolution du nombre d'habitants est connue à travers les recensements de la population effectués dans la commune depuis 1765. Pour les communes de moins de 10 000 habitants, une enquête de recensement portant sur toute la population est réalisée tous les cinq ans, les populations de référence des années intermédiaires étant quant à elles estimées par interpolation ou extrapolation. Pour la commune, le premier recensement exhaustif entrant dans le cadre du nouveau dispositif a été réalisé en 2005.

En 2022, la commune comptait 617 habitants, en évolution de −6,52 % par rapport à 2016 (Alpes-de-Haute-Provence : +2,84 %, France hors Mayotte : +2,11 %).
| 1765 | 1793 | 1800 | 1806 | 1821 | 1831 | 1836 | 1841 | 1846 |
| ---- | ---- | ---- | ---- | ---- | ---- | ---- | ---- | ---- |
| 656  | 792  | 709  | 738  | 819  | 855  | 903  | 985  | 963  |

| 1851 | 1856 | 1861 | 1866 | 1872 | 1876 | 1881 | 1886 | 1891 |
| ---- | ---- | ---- | ---- | ---- | ---- | ---- | ---- | ---- |
| 869  | 811  | 805  | 806  | 772  | 774  | 794  | 929  | 841  |

| 1896 | 1901 | 1906 | 1911 | 1921 | 1926 | 1931 | 1936 | 1946 |
| ---- | ---- | ---- | ---- | ---- | ---- | ---- | ---- | ---- |
| 695  | 651  | 649  | 626  | 516  | 519  | 525  | 515  | 404  |

| 1954 | 1962 | 1968 | 1975 | 1982 | 1990 | 1999 | 2005 | 2006 |
| ---- | ---- | ---- | ---- | ---- | ---- | ---- | ---- | ---- |
| 368  | 353  | 346  | 326  | 335  | 423  | 536  | 632  | 633  |

| 2010 | 2015 | 2020 | 2022 | - | - | - | - | - |
| ---- | ---- | ---- | ---- | - | - | - | - | - |
| 700  | 662  | 631  | 617  | - | - | - | - | - |

| 1315    | 1471    |
| ------- | ------- |
| 66 feux | 64 feux |

## Économie

### Aperçu général
En 2009, la population active s’élevait à 323 personnes, dont 27 chômeurs (39 fin 2011). Ces travailleurs sont majoritairement salariés (82 %) et travaillent majoritairement hors de la commune (80 %). Le principal secteur d’activités est le secteur tertiaire.

### Agriculture
Fin 2010, le secteur primaire (agriculture, sylviculture, pêche) comptait 14 établissements actifs au sens de l’Insee (tous professionnels) et aucun emploi salarié.
Le nombre d’exploitations professionnelles, selon l’enquête Agreste du ministère de l’Agriculture, est de 14 en 2010. Il était de 15 en 2000, de 20 en 1988. Actuellement[Quand ?], ces exploitants sont essentiellement tournés vers les cultures permanentes (arboriculture, oléiculture) et les grandes cultures céréalières. Des exploitations sont aussi spécialisées dans l’élevage ovin, d’autres pratiquent la polyculture. Malgré la perte d’un tiers des exploitations, la surface agricole utile (SAU) a fortement augmenté de 1988 à 2000, passant de 148 à 352 ha. Cette progression a continué lors de la dernière décennie, à 490 ha.
La vigne était cultivée pour le vin jusque dans les années 1950, avec pour débouché l'agglomération dignoise. Le vignoble a occupé jusqu’à 172 ha. Cette culture a fortement régressé et ne concerne plus que quelques hectares en 2005. L’autre plante symbolique des régions méditerranéennes, l’olivier, est cultivé à Mézel depuis des siècles, et occupait plus de dix hectares au début du XIXe siècle, puis 73 ha et 11 700 arbres à son apogée. Le terroir de la commune se situe cependant à la limite altitudinale de l’arbre, qui ne peut que difficilement être exploité au-delà des 650 mètres. L’oliveraie de Mézel compte actuellement plus de mille pieds exploités.

### Industrie
Fin 2010, le secteur secondaire (industrie et construction) comptait 14 établissements, employant 25 salariés.

### Activités de service
Fin 2010, le secteur tertiaire (commerces, services) comptait 41 établissements (avec 11 emplois salariés), auxquels s’ajoutent les dix établissements du secteur administratif (regroupé avec le secteur sanitaire et social et l’enseignement), salariant 55 personnes.
D'après l’Observatoire départemental du tourisme, la fonction touristique est d’une importance moyenne pour la commune, avec entre un et cinq touristes accueillis par habitant. Plusieurs structures d’hébergement à finalité touristique existent dans la commune :
- un hôtel[76] (classé tourisme[77]) et d’une capacité de neuf chambres[78] ;
- plusieurs meublés labellisés[79] ainsi que des meublés non labellisés[80] ;
- des chambres d’hôtes[81].

Les résidences secondaires apportent un petit complément à la capacité d’accueil : au nombre de 63, elles représentent 14 % des logements. Parmi les résidences secondaires, six possèdent plus d’un logement,.

## Culture locale et patrimoine

### Lieux et monuments

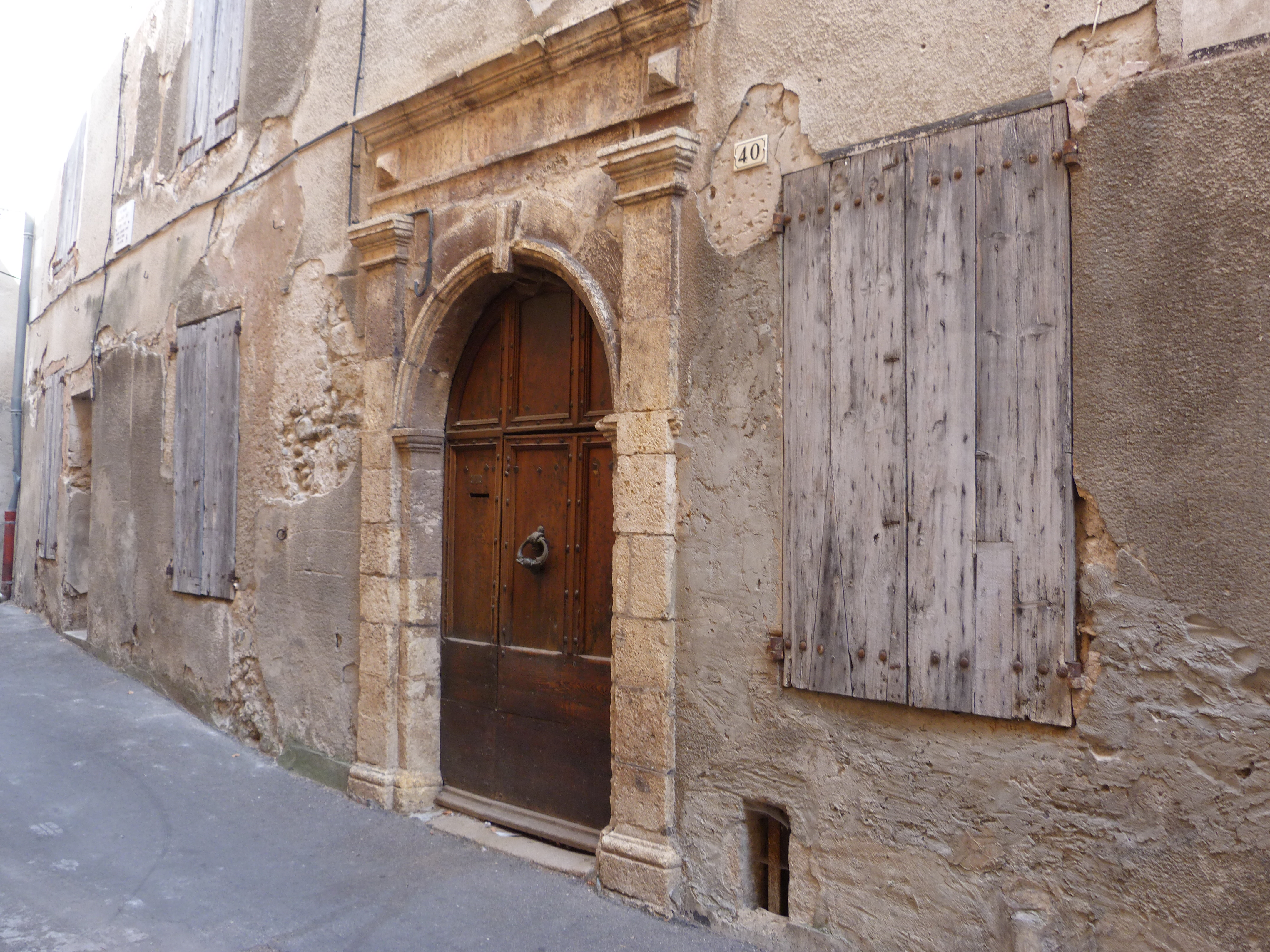
Maison, 40 Grande rue.

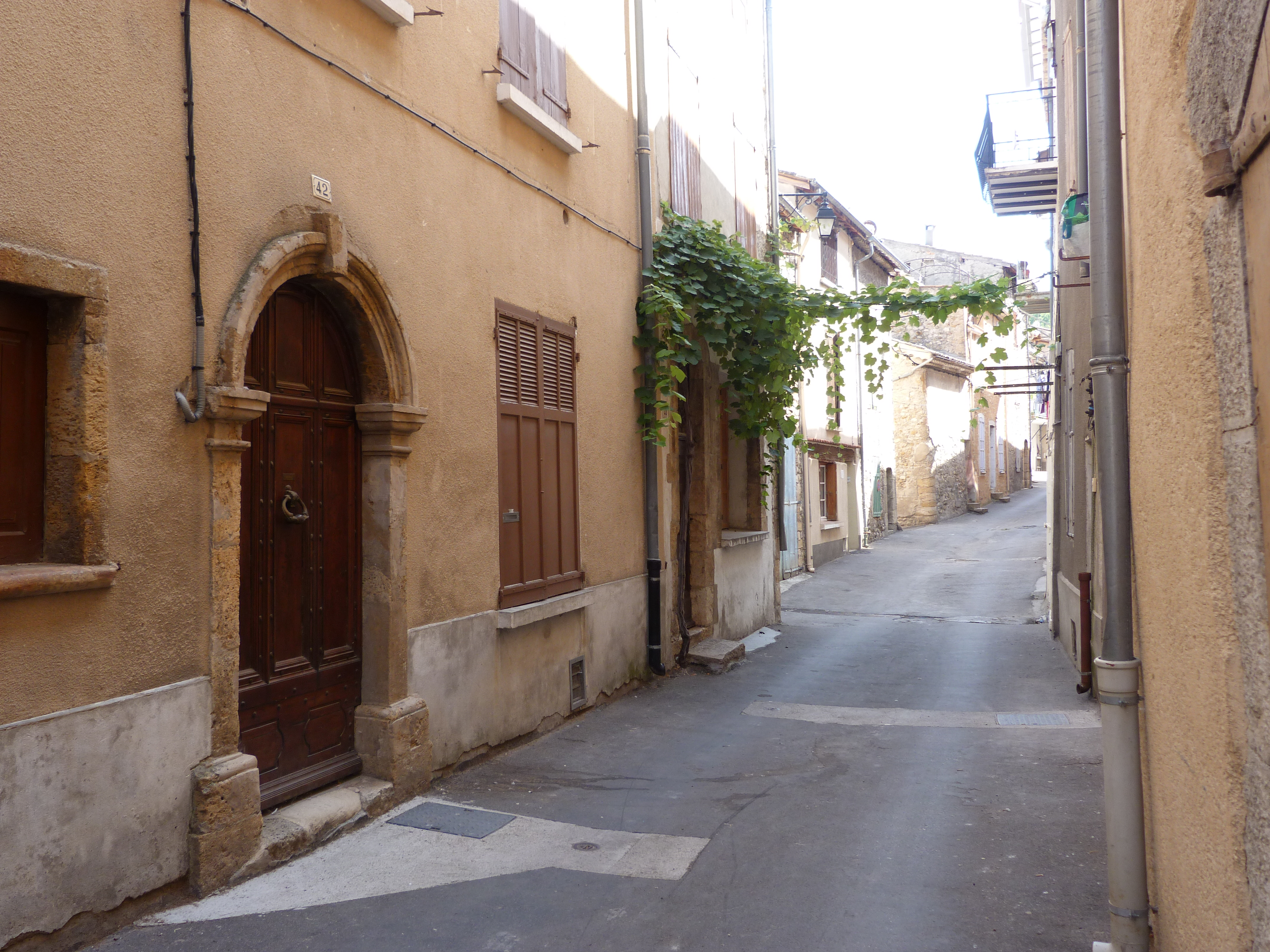
Maison, 42, Grande rue.

Les plus anciennes maisons du vieux village, dans la grand-rue et les rues qui donnent dedans, peuvent remonter au XVIe siècle (encorbellement, meneaux, portes en arc surbaissé). Certaines des maisons à colombage datent du XVIIe siècle. À l’entrée du village, se trouve un ancien relais de poste,,.
Sur une maison privée de la rue du Vallon, un cadran solaire blanc, en forme de cloche porte une légende originale « Une ex his » (en latin : l’une de celles-ci).
Le pont sur l’Asse, dans sa troisième construction, en remplace un plus ancien, construit en 1657, qui lui-même succédait à un autre pont antérieur. Le pont actuel date de 1777. Il franchit le lit de l’Asse sur 6 arches surbaissées de 15 à 18 m de portée. Ses piles sont protégées par des avant et d'arrière-becs triangulaires. Sa longueur totale est de 105 m, sa largeur à l’origine était de 4,1 m, agrandie successivement en 1902 (pour placer des trottoirs en encorbellement sur des poutres métalliques) et en 1997, cette seconde opération préservant les qualités esthétiques de l’ouvrage.
La plus ancienne fontaine de la commune, dans le village, date de 1651.

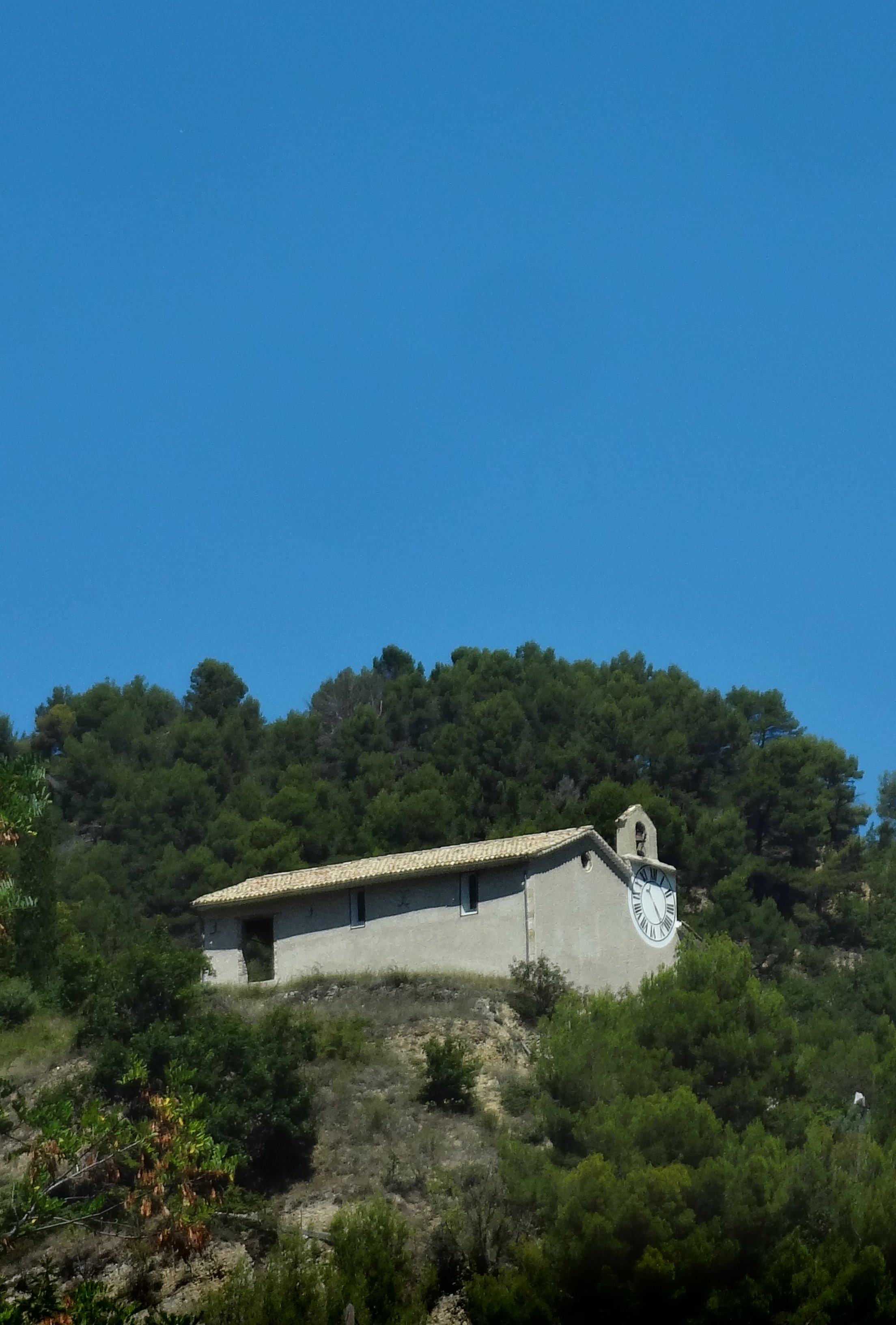
La chapelle ND-du Rosaire.

La chapelle Notre-Dame-du-Rosaire est construite sur la colline qui surplombe le village, à l’ouest. C’est l’ancienne église paroissiale du village primitif de Mézel. Elle date du XVIIe siècle. Le portail est en plein cintre, orné d’une palmette sur le claveau central, et encadré de pilastres à impostes toscanes. L’entablement supporté par ces pilastres est surmonté de boules au-dessus des pilastres ; une niche en coquille est encore au-dessus. Un porche précède cette porte. Elle possède une vieille grosse horloge.
La chapelle Notre-Dame-de-Liesse possédait un sol de faïence, au fond brun clair et aux motifs végétaux jaunes et verts du XVIIe classé monument historique, qui a été volé en 1978 (partiellement selon Daniel Thiery). Elle est signalée par Raymond Collier à Estoublon. Elle porte la date de 1600, qui correspond à une reconstruction.

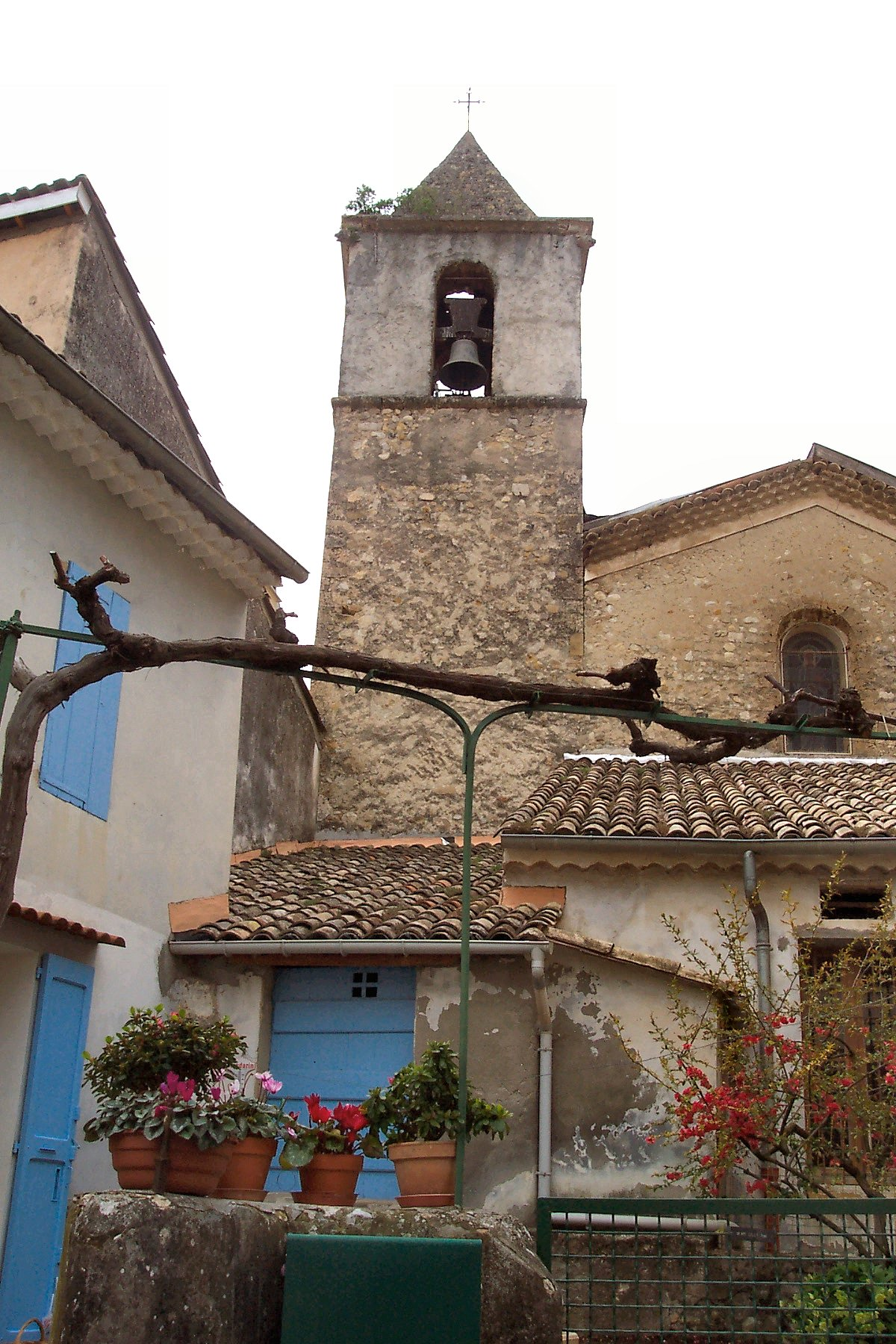
Le clocher de l'église Saint-Laurent.

L’église paroissiale Notre-Dame ou Saint-Laurent est construite à deux époques différentes. Les parties les plus anciennes sont le chœur, le clocher et la tribune à étage, d’époque gothique. Le chœur et la tribune sont voûtés sous croisées d’ogives. Le reste de l’église date de 1734, dont la nef voûtée en berceau. Une cloche est datée de 1611, l’autre de 1770, les deux sont classées.
Dans son mobilier, figurent :
- une statue de saint Joseph en bois, avec ses outils sur le socle, datant du XVIIe siècle[100] ;
- le reliquaire de saint Laurent, du XVIIe[101] ;
- des bâtons et des lanternes de pénitents[102] ;
- sur un tableau original par son sujet, se retrouvent l’Immaculée conception sur un paysage de la commune (XIXe[103]) ;
- des stalles du début du XIXe siècle[104] ;
- la chaire de l’église date du XVIIe siècle selon Raymond Collier[105], du début du XIXe siècle selon les Monuments historiques, qui l’ont classé[106] ;
- un coffre de mariage du XVIe siècle, en bois, est lui aussi classé[107] ;
- les plats de quête en cuivre, du XVIe siècle, sont classés, dont en cuivre repoussé orné d’une Annonciation[108].

### Personnalités liées à la commune
- Pierre Antoine Chauvet (1728-1808), député à la Législative, mort à Mézel
- Paul Joseph Roux (1848-1916), né à Mézel, député en 1898

### Héraldique
| Blason de Mézel | Blason  | D'or à la lettre M de sable posée en cœur et trois roses de gueules posées deux en chef et une en pointe.                                                                                    |
| Blason de Mézel | Détails | Armes parlantes. La lettre M capitale est l'initiale du nom de la ville. Les trois roses étaient l'emblème de la famille Beaufort-Canillac, le seigneur du lieu, à qui appartenait la ville. |